# Parque nacional Los Alerces

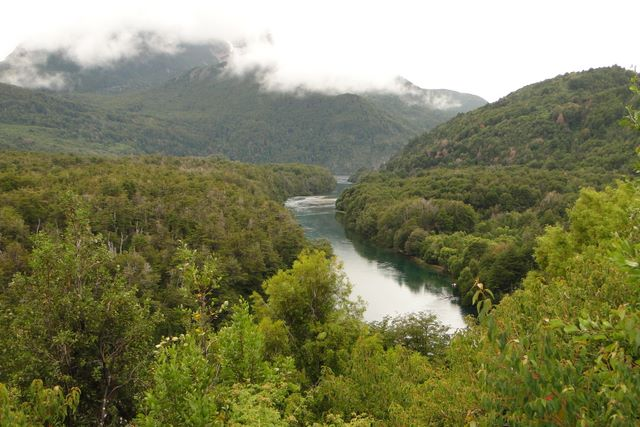
Parque Nacional Los Alerces, vista del río Arrayanes, zona norte del parque.

El Parque Nacional Los Alerces (estrictamente parque y reserva nacional Los Alerces) es un área protegida y patrimonio mundial de la Unesco que se encuentra en la provincia del Chubut, Argentina. Incluye a los lagos Futalaufquen, Verde, Krüger, Rivadavia, Menéndez, Amutui Quimei y el río Arrayanes. 

## Patrimonio Mundial de la Humanidad
Fue declarado Patrimonio Mundial de la Humanidad por la Unesco en el año 2017 a razón de poseer las condiciones con fenómenos superlativos o áreas de excepcional belleza natural como importancia estética. Otro aspecto que se tuvo en cuenta en la evaluación fue la presencia de hábitats naturales representativos e importantes para la conservación de la biodiversidad, incluyendo aquellos que contienen especies amenazadas que se destacan por su valor universal para la ciencia y la conservación ambiental.

## Creación
El decreto N.º 105 433 del 11 de mayo de 1937 del presidente Agustín Pedro Justo declaró reservas nacionales con destino a parques nacionales a 4 territorios de la Patagonia. Entre estas se encontraba la reserva nacional de Los Alerces en el Territorio Nacional del Chubut, cuyos límites fueron especificados en el artículo 2 y su extensión era de 286 750 hectáreas.
El decreto ley N.º 9504 del 28 de abril de 1945 de Edelmiro Julián Farrell transformó la reserva nacional en parque nacional:

ARTÍCULO 7. - Decláranse parques nacionales a las Reservas Lanín, Los Alerces, Perito Francisco P. Moreno, Los Glaciares, con los límites establecidos para las zonas reservadas con tal fin por el Decreto 105.433 del 11 de mayo de 1937, y las modificaciones introducidas por los Decretos 125.596 del 18 de febrero de 1938, 94.284 del 25 de junio de 1941, 118.660 del 30 de abril de 1942 y el 129.433 del 2 de setiembre de 1942.

Por ser una norma de un gobierno de facto, el decreto ley fue ratificado por la ley N.º 13895, sancionada el 30 de septiembre de 1949.
La ley n.º 19292, sancionada y promulgada el 11 de octubre de 1971, separó el Anexo Puelo y lo convirtió en el parque nacional Lago Puelo. El motivo de su creación es la protección del paisaje y la flora (bosques de lahuán o alerce) que ingresa por el Paso Puelo.

## Administración
Por resolución n.º 126/2011 de la Administración de Parques Nacionales de 19 de mayo de 2011, se dispuso que el parque nacional encuadrara para los fines administrativos en la categoría áreas protegidas de complejidad I, por lo cual tiene a su frente un intendente designado, del que dependen 6 departamentos (Administración; Obras y Mantenimiento; Guardaparques Nacionales; Conservación y Educación Ambiental; Uso Público; Recursos Humanos y Capacitación) y 2 divisiones (Despacho y Mesa de Entradas, Salidas, y Notificaciones; Asuntos Jurídicos). La intendencia tiene su sede en Villa Futalaufquen, ubicada dentro del parque nacional.

## Geografía del parque
Posee una superficie de 263.000 ha. El fundamento de su creación es la protección de los bosques de lahuán o alerce, uno de los árboles de mayor longevidad del planeta, que llegó a estar en peligro de extinción. Forma parte de la reserva de biosfera andino norpatagónica desde 2007. La superficie del parque nacional Los Alerces se subdivide en dos áreas de manejo: parque nacional con 193 144 ha, y el área protegida con recursos manejados con 69 856 ha. El decreto n.º 2149/90 de 10 de octubre de 1990 designó a un sector de la primera área como reserva natural estricta.
Los ambientes del área protegida puede encuadrarse en las ecorregiones de bosque patagónico y de altos Andes con un clima templado frío de gran estacionalidad: los inviernos son lluviosos y con nevadas, y los veranos secos, con noches frescas. En el área se encuentra un complejo sistema lacustre de numerosos ríos, arroyos y espejos de agua.
El centro geográfico de este parque nacional se encuentra aproximadamente en las coordenadas 42°50′00″S 71°52′00″O / -42.83333, -71.86667.

### Sistema hídrico

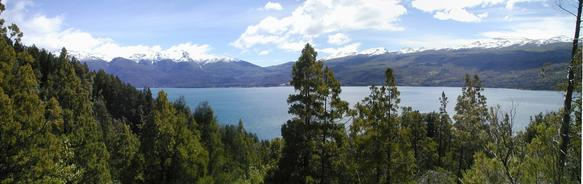
Lago Futalaufquen.

Existen numerosos ríos, lagos y lagunas, cascadas, y glaciares a gran altura. Uno de los glaciares más conocidos es el glaciar Torrecillas.
El parque cuenta con un conjunto de 9 lagos: el Futalaufquen, Menéndez, Rivadavia, Krüger, Verde, Cisne, Stange, Chico y Amutui Quimei. Este último es un embalse originado por la presa Futaleufú. Estos lagos se encuentran conectados por diversos ríos, hasta llegar formar el río Futaleufú — el río represado en el complejo hidroeléctrico Futaleufú — que cruza la frontera con Chile y desemboca finalmente en el océano Pacífico, a través del río Yelcho.

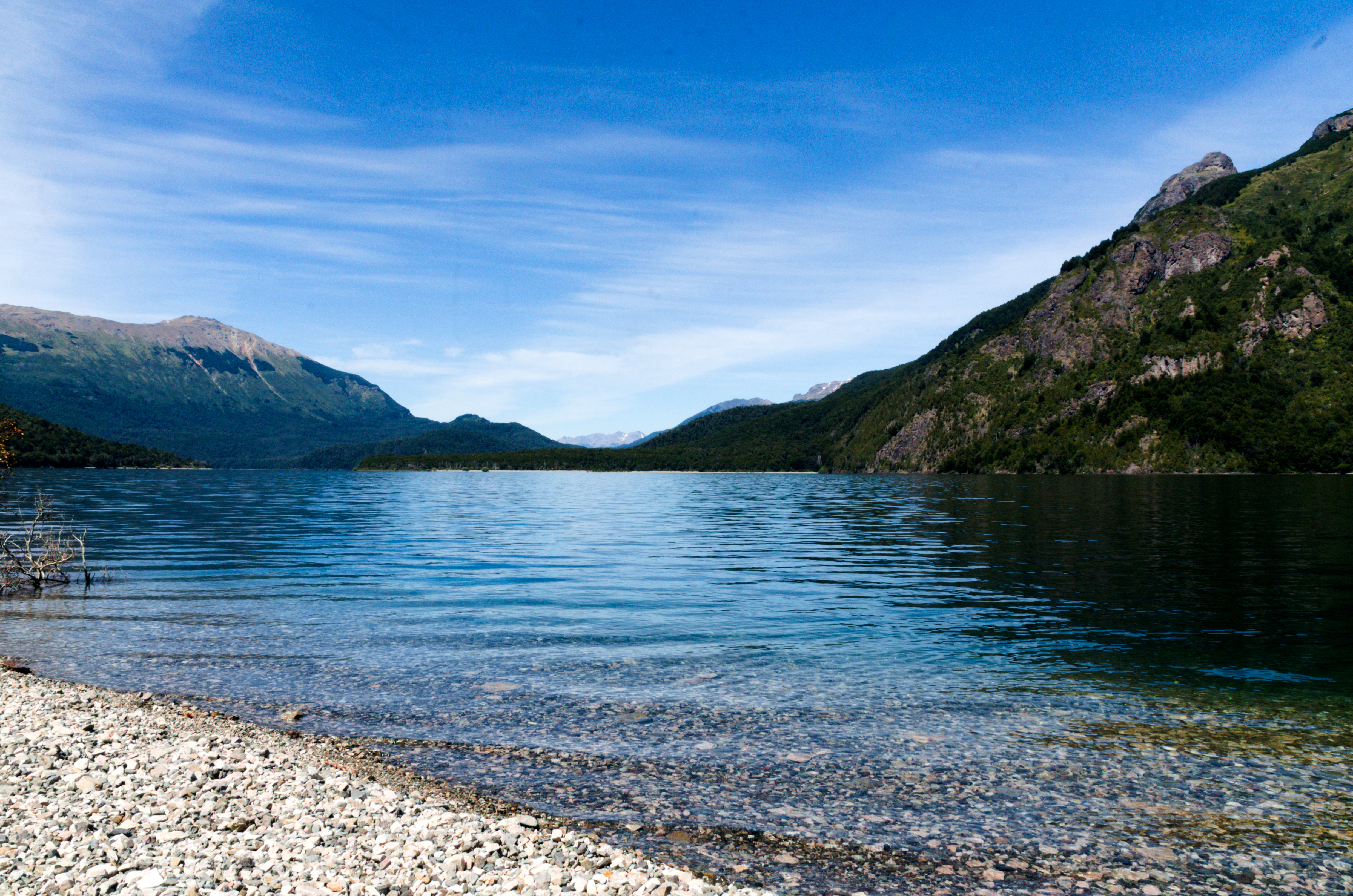
Lago Futalaufquen

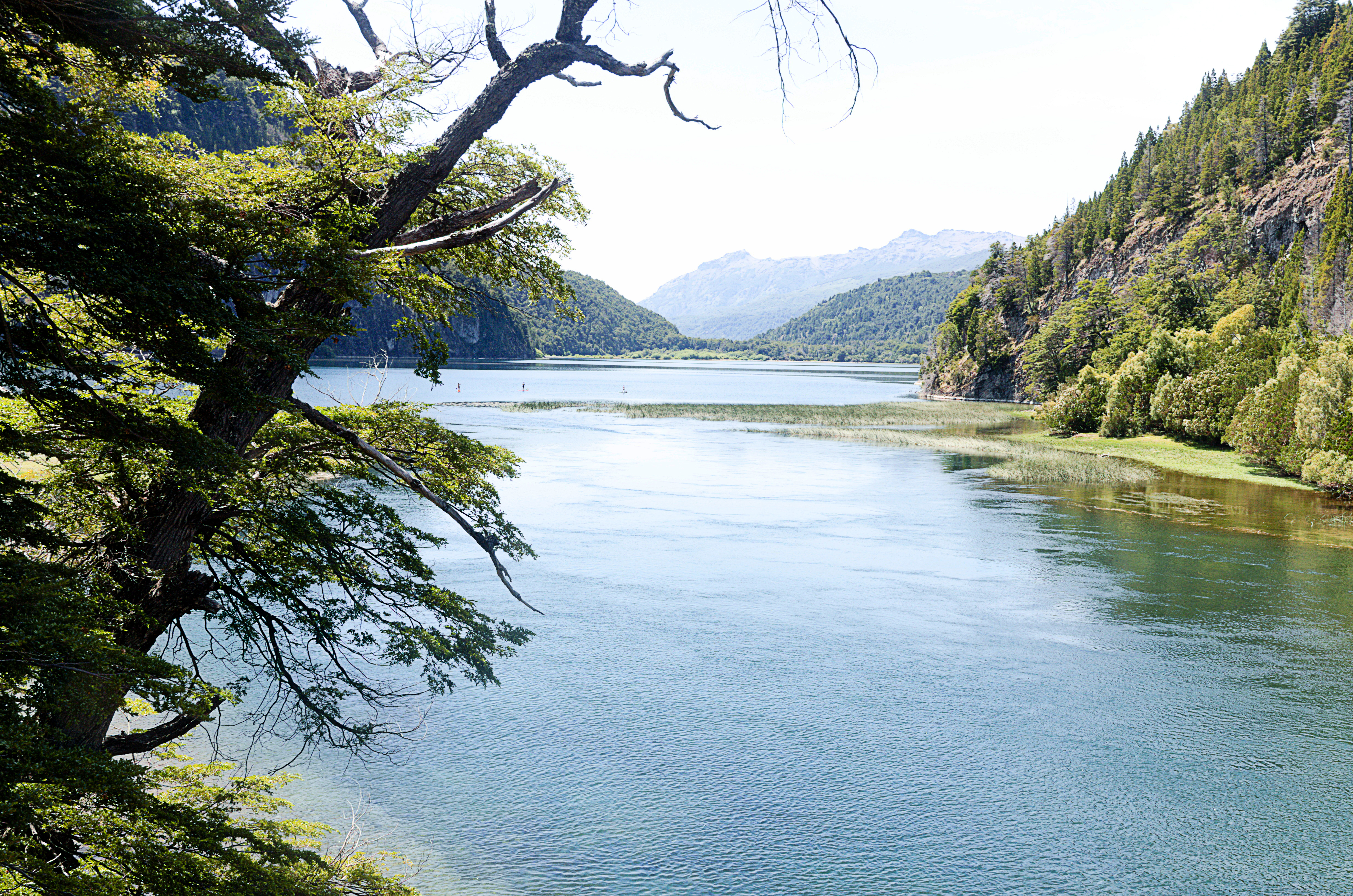
Río Arrayanes

## Flora

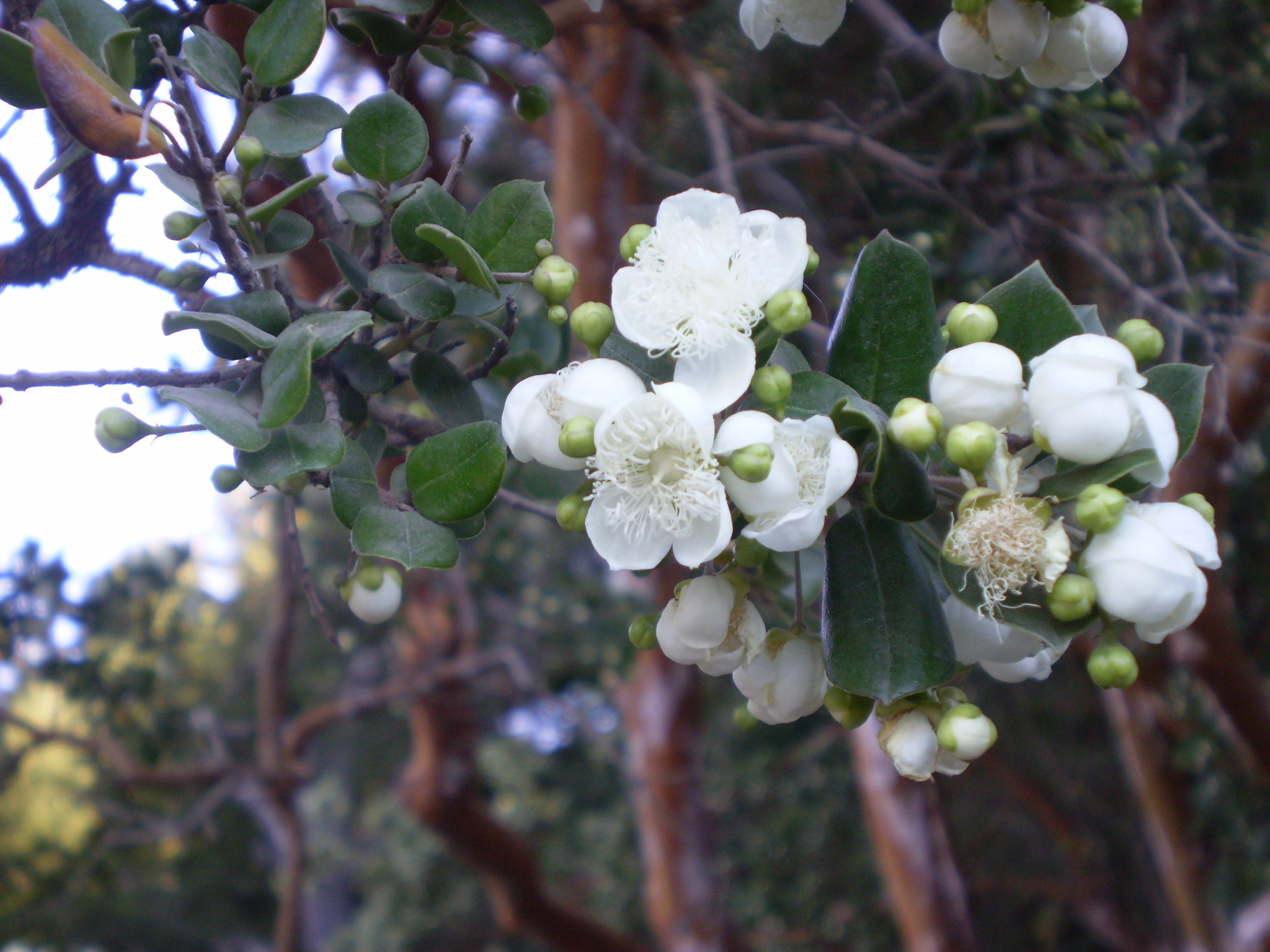
Flor del arrayán.

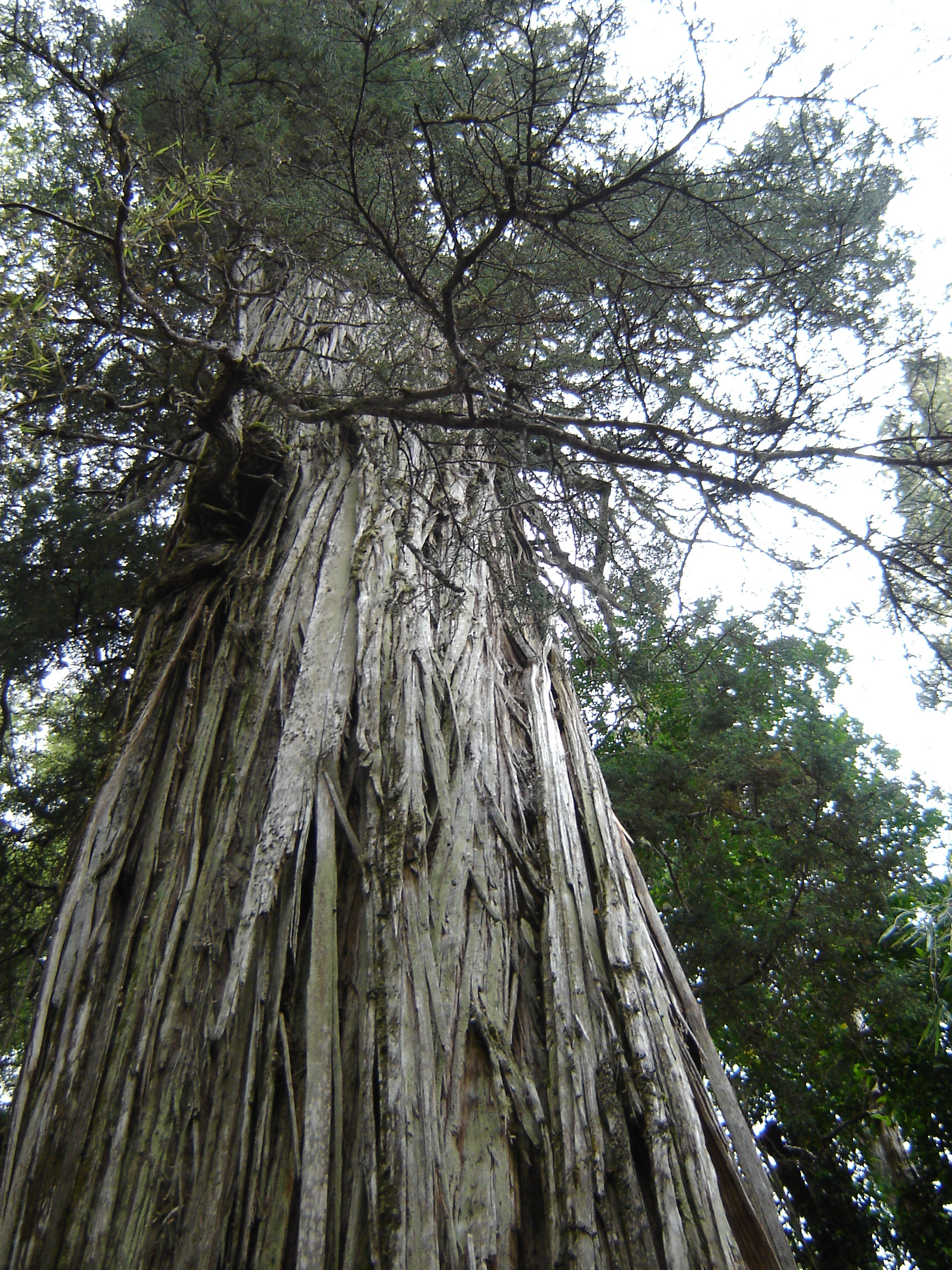
"Alerce milenario". Parque nacional Los Alerces, Edad: 2620 años, Altura: 57,5 metros, Diámetro: 2,3 metros.

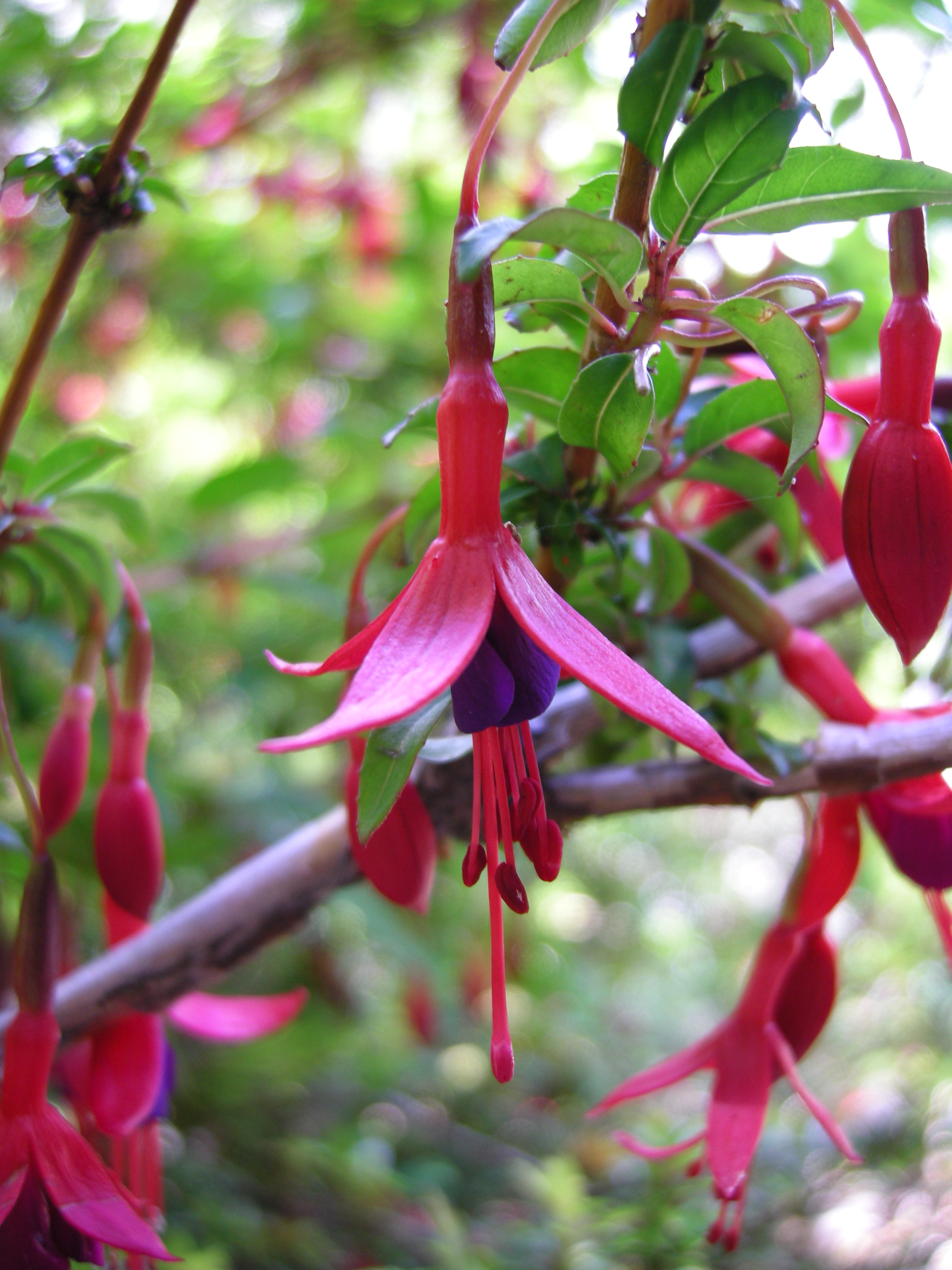
Flor del chilco.

Cerca de 4000 milímetros de lluvia anual convierten a esta región en una de los bosques andino-patagónicos más ricos en vegetación: el bosque valdiviano. En este ambiente, se distingue el alerce o lahuán, una gigantesca conífera que a inicios del siglo XX estuvo a punto de desaparecer por la explotación descontrolada.
La Patagonia argentina tiene el privilegio de poseer una de las formaciones boscosas más antiguas y densas de esta especie. A los costados del lago Menéndez, los majestuosos ejemplares poseen una edad estimada de 4000 años y alcanzan 75 metros de altura y 3,5 de diámetro.
Hacia el este, la transición con la estepa marca bosques menos frondosos donde crecen el maitén y el ciprés cordillerano. También los radales, arrayanes, ñires, lengas y maquis cubren las montañas y conforman un paisaje matizado por ríos y lagos.
La flora exótica, traída por los pobladores europeos, representa en este parque nacional un grave problema para conservar la vegetación nativa. La rosa mosqueta, el lupino y la margarita, entre otras plantas, comenzaron a dispersarse sin ayuda por los bordes y claros del bosque, desplazando a las especies originarias.
Asimismo, la explotación ilegal de madera y los incendios impiden  recuperación de las distintas especies arbóreas que son de crecimiento lento y tardan en cubrir las laderas, favoreciendo la erosión.

### El Alerce
El alerce o lahuán  (Fitzroya cupressoides) es la única especie del género Fitzroya de la familia de los cipreses (Cupresáceas). Fue llamada por los españoles alerce  por su parecido con el alerce europeo, pero ambas coníferas no están emparentadas. Charles Darwin le dio ese nombre homenajeando así al Capitán Robert FitzRoy, Capitán de la embarcación Beagle, en la que Darwin diera la vuelta al mundo entre los años 1831-36. Por su altura es el mayor árbol de Sudamérica, alcanzando los 70 metros, promediando los 40-60; el diámetro de su tronco alcanza hasta los 5 metros, aunque Darwin registró uno con un tronco de 12,6 metros de diámetro. La explotación intensiva de la industria madedera hizo que casi se extinguiera, por ello fue necesario prohibir su tala a partir del año 1977. Posee diminutas hojas de 3 a 6 mm de largo por 2 mm de ancho y piñas minúsculas de unos 7 mm de diámetro y una corteza gruesa  y rugosa de color rojizo que la protege de los incendios. Son especies muy longevas, ubicándose el más antiguo en Puerto Sagrario, Lago Menéndez. Tiene 57 metros de altura, 2.2 metros de diámetro y una edad de 2600 años.

## Fauna
En este parque anidan aves como el chucao, el carpintero negro patagónico, el pitío, el cóndor, el caburé, la cotorra austral, el aguilucho, el carancho, la paloma araucana, y el zorzal patagónico.
En sus abundantes lagos, ríos y arroyos abundan peces exóticos, como el salmón y la trucha.
El parque nacional Los Alerces es refugio de muchas especies de mamíferos, algunos más comunes como el puma o el tucotuco, pero muchos otros en peligro, como el pudú, el gato huiña, el huillín o nutria patagónica, y principalmente el huemul. Este ciervo natural de la Patagonia puede observarse en el cerro Riscoso, declarado zona crítica para la conservación de la especie.
Al igual que en otros parques del sur patagónico, las especies introducidas, como el ciervo colorado, el ciervo dama, el jabalí y la liebre, causan un serio impacto a los bosques. Por esta razón también en esta área protegida se permite un sistema de cotos de caza con extracción limitada. El visón fue introducido entre los años 1945 y 1960 para abastecer el mercado de pieles local, principalmente en Cholila, localidad ubicada al noroeste del parque nacional. En la década del ‘70, varios fueron liberados y se multiplicaron, dispersándose por toda la región preandina de Chubut y Río Negro. De hábitos carnívoros, el visón ataca aves y crías de mamíferos terrestres o acuáticos, amenazando la fauna nativa. De igual modo, el pudú es atacado por los perros silvestres. La caza furtiva pone en peligro tanto al huemul como al puma, ambos preciados ejemplares para los cazadores.

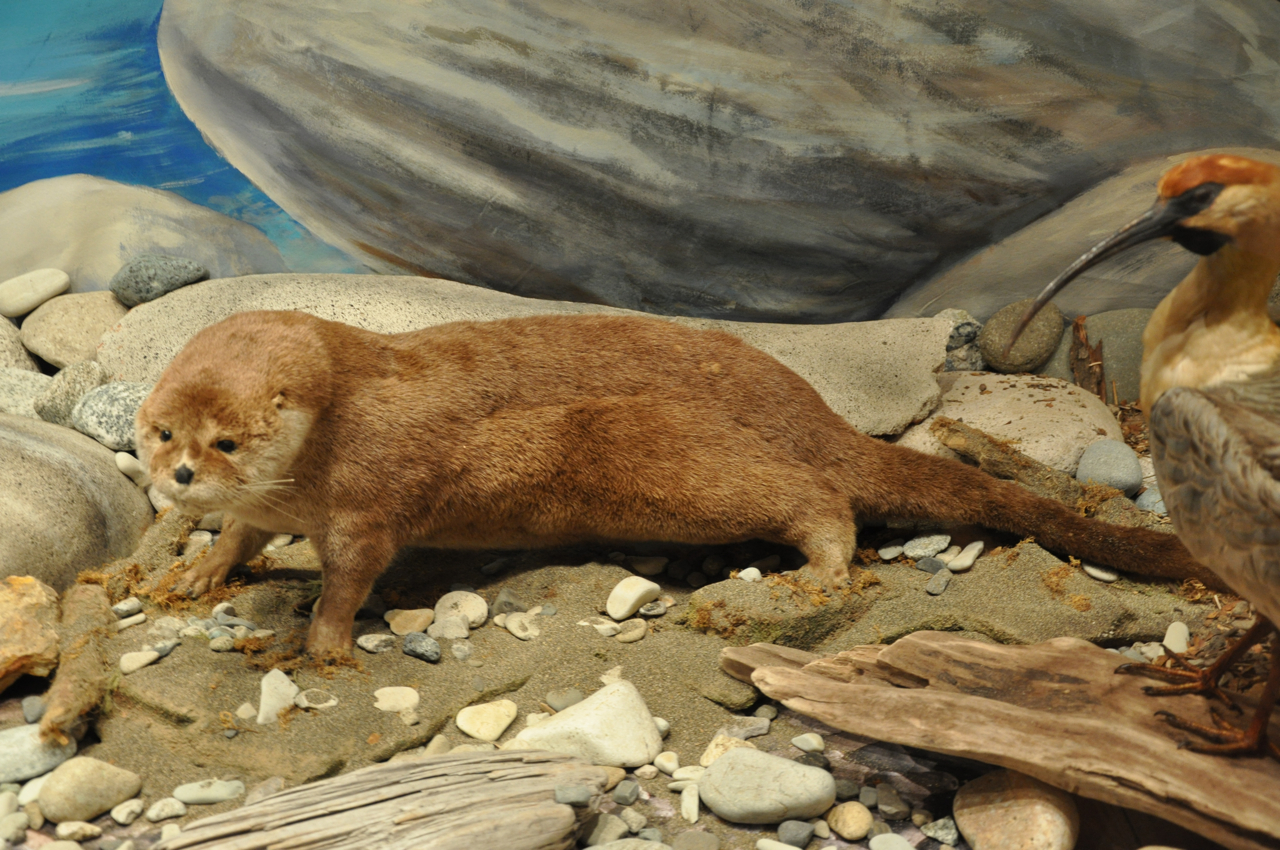
Huillín.

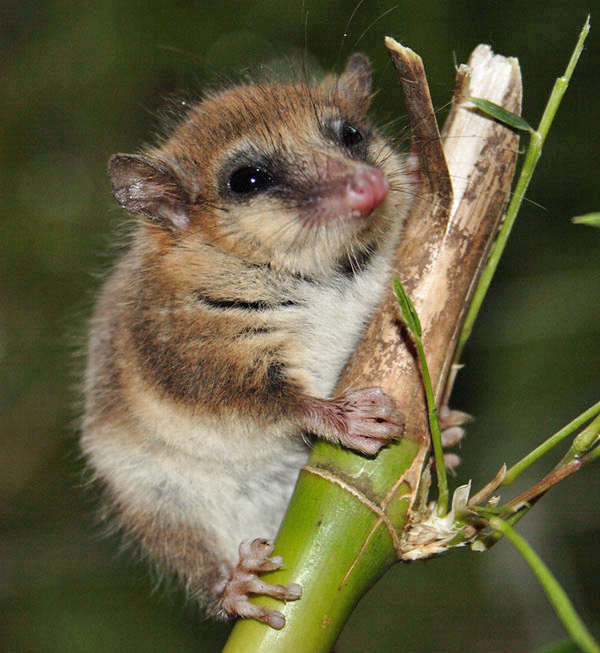
Monito de monte.

## Primeros pobladores
Hace más de 3000 años los primeros habitantes que se instalaron en la región fueron grupos de cazadores-recolectores que ocuparon el valle del río Desaguadero. Con huesos de animales y piedras fabricaban boleadoras, puntas de flecha, punzones para coser cueros y artefactos de molienda. Aún se encuentran en las paredes de cuevas pinturas rupestres con motivos geométricos, laberintos y figuras humanas esquemáticas, muy parecidas a las encontradas en el noroeste de la Patagonia. Para el siglo XVI habitaban grupos tehuelches o afines, que modificaron varias de sus actitudes y modos de vida tras el contacto con los españoles. Por ejemplo la incorporación del caballo que permitió mayor movilidad de los grupos. 
A partir del 1888 llegan los primeros pobladores provenientes de Chile, los grandes "Pioneros del Futalaufquen". Entre ellos las familias Coronado, Tardón, Mermoud, Rosales, Chemin, Toro, entre otras. En la actualidad viven allí, sus campos se extienden desde portada Sur, Centro y Norte siguiendo su huella y tradiciones sobre el ganado y agricultura. Hoy en día la gran mayoría ha apostado al Turismo Rural.

## Turismo

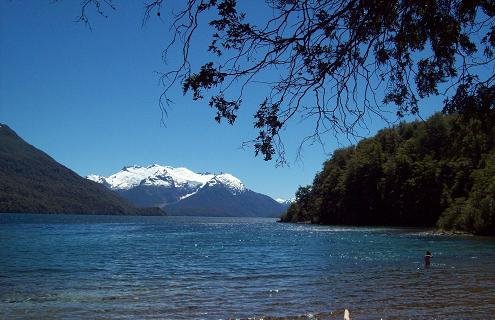
Lago Menéndez.

La ciudad turística villa Futalaufquen se encuentra dentro del parque, allí se halla la intendencia y el Centro de Informes y Museo, donde se puede obtener información y adquirir permisos de pesca. El lugar cuenta con estación de servicio, cabinas telefónicas, restaurante, proveeduría, cámpines libres, agrestes y organizados, cabañas y hosterías.
Se puede conocer el parque a través de más de veinte senderos peatonales y numerosos caminos vehiculares.
Cabe destacar que cada punto de ingreso al área protegida cuenta con la necesaria presencia institucional que brinda al visitante la información que éste requiera y también información y recomendaciones necesarias para el ingreso a un área protegida. El parque nacional cuenta con una Jefatura de Guardaparques con asiento en la Intendencia, situada en Villa Futalaufquen, y 3 jefaturas zonales: Norte, Centro y Sur, a las que se suman un total 13 seccionales, la mayoría situadas a lo largo del corredor formado por la ruta 71. La villa Futalaufquen es el único asentamiento urbano del Parque, con unas 50 viviendas y 200 habitantes, siendo la mayor parte de la población empleados de la Administración de Parques Nacionales con sus familias, gendarmes, docentes y empleados de la escuela.

### Acceso

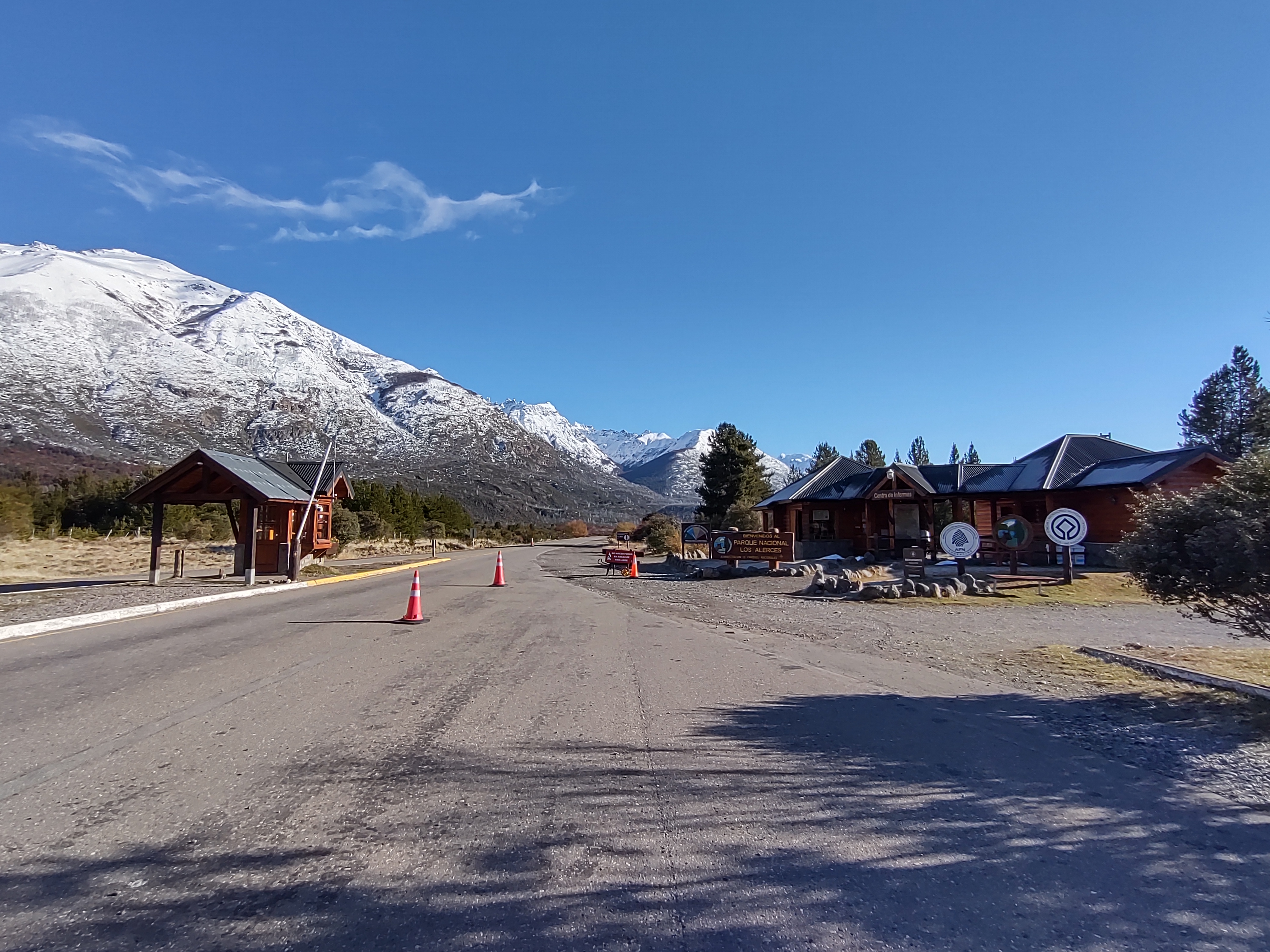
Portada Centro del Parque Nacional Los Alerces. Garita de cobro de acceso, Centro de Informes y sanitarios.

Se accede al Parque Nacional a través de sus 3 portadas de ingreso. Portada Sur (a 20 km aproximadamente de Trevelin), donde se encuentra el Complejo Hidroeléctrico Futaleufú y no hay conexión por vías de acceso para la zona centro y norte del Parque Nacional. Portada Centro (a 25km y 31km de Trevelin y Esquel, respectivamente) y Portada Norte (a 26km aproximadamente de Cholila) se conectan a través de la ruta provincial N.º 71 que atraviesa el área protegida. Para ingresar por Portada Norte, se utiliza la Ruta Nacional N°40 y para ingresar por las Portadas Sur y Centro, se utilizan la ruta nacional n.º 259. 
La Portada Centro es la más cercana a Villa Futalaufquen, donde se ubica el centro administrativo del Parque Nacional, el ICE (Departamento de Incendios, Comunicaciones y Emergencias, Gendarmería Nacional, la Escuela N°25, viviendas de guardaparque y trabajadores. La ruta provincial N°71 recorre los aproximadamente 55 km del área y al salir se une con la ruta nacional n.º 258 y luego la ruta nacional Nª 40 rumbo a la ciudad de El Bolsón, provincia de Río Negro. 
Lo más fácil resulta llegar por aire o por tierra a la ciudad de Esquel, ya sea en micro, auto o en avión, ya que la ciudad cuenta con un aeropuerto a unos 20km y una terminal de ómnibus, lo que brinda mayores posibilidades de acceso al área protegida.

## Incendios forestales
En marzo de 2015 se registró uno de los peores incendios de la década dentro del parque, que devastó más de 1500 hectáreas de bosque nativo en el cordón Situación.

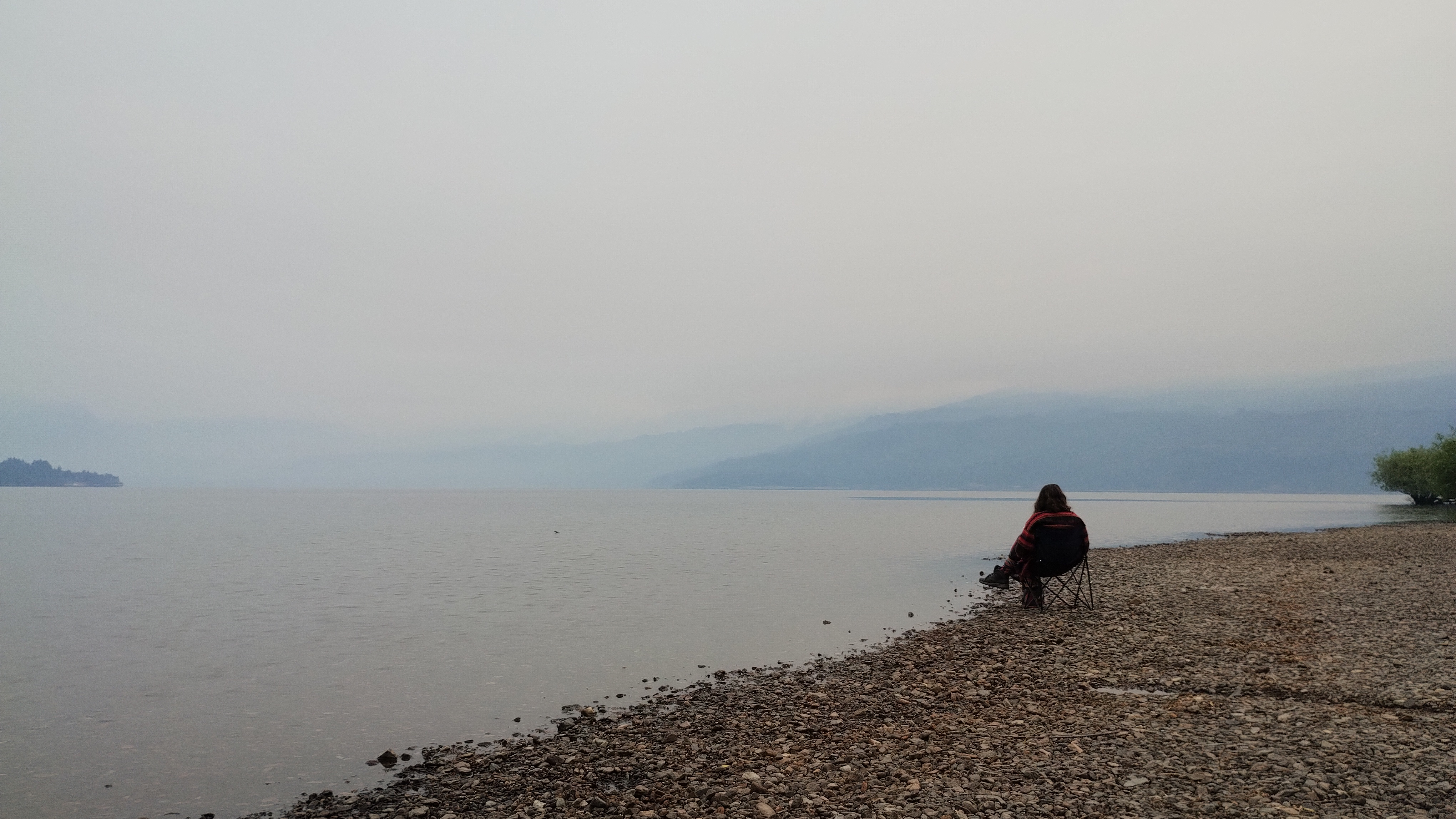
Lago Futalaufquen cubierto de humo durante el incendio forestal de enero de 2024.

Incendios iniciados el 24 de enero de 2016: fue provocado en la zona del valle del río Futaleufú (sur del parque nacional Los Alerces), casi todos los indicios señalan que han sido provocados intencionalmente por el ser humano, abarcando más de 1700 hectáreas; la recuperación de los bosques tardará aproximadamente 30 años.
En febrero de 2023, se presentó un fuerte incencio dentro del parque, que se propagó por más de 1.400 hectáreas extendiéndose al Lago Cholila.
A finales de enero de 2024, se desató un incendio en la zona de Bahía Rosales, en el lago Futalaufquen. La intensidad del fuego escaló rápidamente por la morfología del lugar y las condiciones de baja humedad, calor extremo y del viento. En pocos días traspasó la barrera de las 2000 hectáreas y, según indican las autoridades del parque, tendría un origen intencional.